# Joseph Odermatt (Petrus III.)

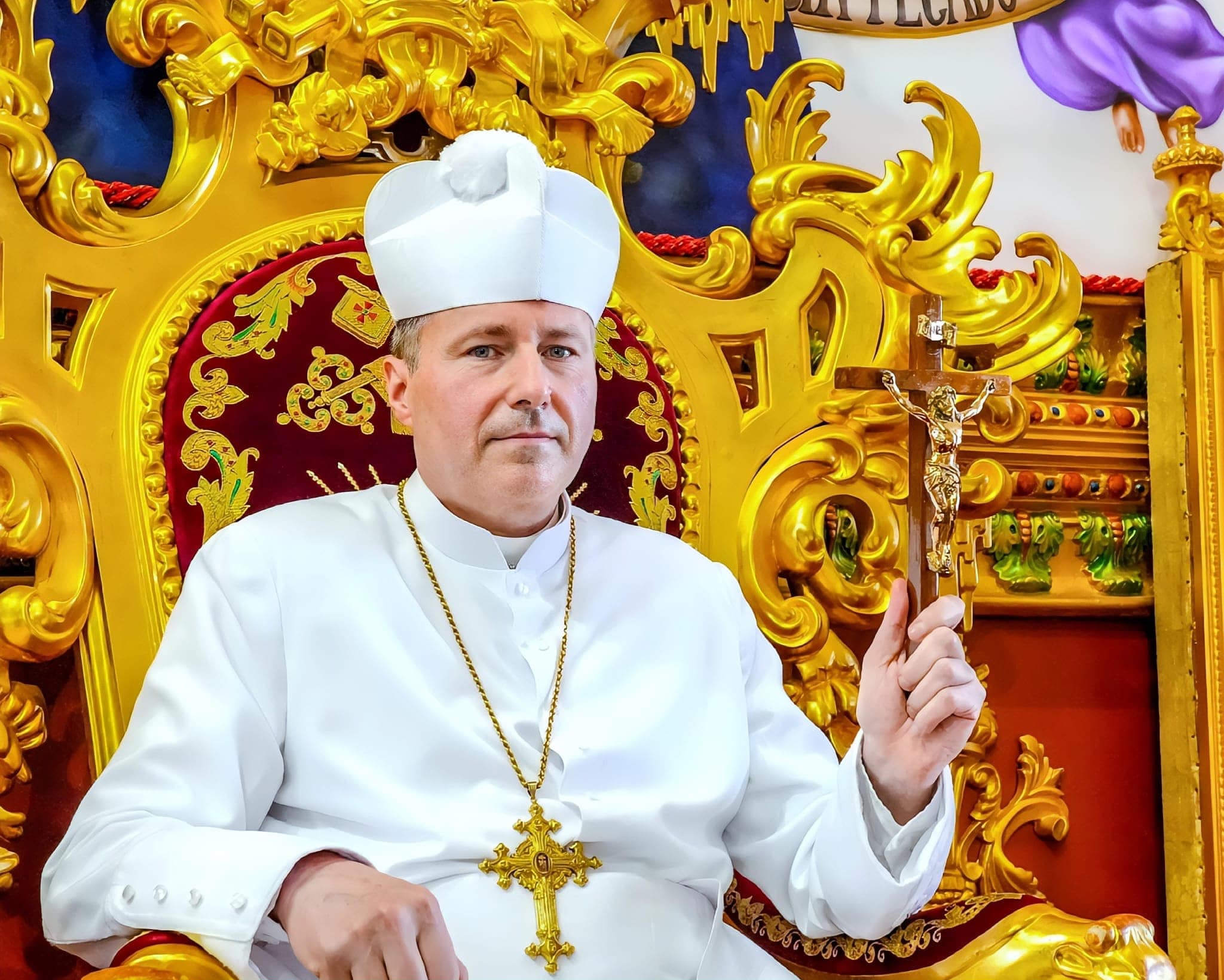
Papst Petrus III.

Joseph Odermatt (geboren in Stans, Nidwalden), bekannt unter seinem geistlichen Namen Eliseo María und unter seinem päpstlichen Namen Petrus III., ist der vierte Papst der palmarianisch-katholischen Kirche. Er trat als Nachfolger für Ginés Jesús Hernández (Papst Gregor XVIII.) an, nachdem dieser zur römisch-katholischen Kirche zurückgekehrt war.

## Biografie
Joseph Odermatt wuchs in der Schweizer Gemeinde Stans auf. Er behauptet, Nachkomme des heiligen Bruder Klaus zu sein. 1985 trat er dem Orden der Karmeliter vom Heiligen Antlitz bei und arbeitete 18 Jahre lang als Missionar in Südamerika. Von 2011 bis 2016 agierte er als Staatssekretär des Ordens. Am 22. April 2016 wurde er als Nachfolger von Ginés Jesús Hernández Papst und nahm den Papstnamen Petrus III. an.
Einige Monate später veröffentlichte er eine Enzyklika, in der er seinen Vorgänger Ginés Jesús Hernández beschuldigte, die palmarianische Kirche zu diskreditieren und neben einem BMW X6 zwei Millionen Euro von der Kirche gestohlen zu haben. Er erklärte ihn anschließend zum Abtrünnigen, exkommunizierte ihn und erklärte alle seine Handlungen für null und nichtig. Seitens Hernández wurde alles bestritten.